# Оше
Оше́ (фр. Ochey) — коммуна во французском департаменте Мёрт и Мозель региона Лотарингия. Относится к кантону Туль-Сюд.

## География
Оше расположен в 65 км к югу от Меца и в 22 км к юго-западу от Нанси. Соседние коммуны: Тюйе-о-Грозей на юго-востоке, Аллен и Баньё на юго-западе, Крезий на западе, Мутро на северо-западе.

## История
- На территории коммуны находятся следы галлороманской культуры.
- В 1973—1986 годах Оше был объединён с соседней коммуной Тюйе-о-Грозей.

## Демография
Население коммуны на 2010 год составляло 475 человек.
| 1962 | 1968 | 1975 | 1982 | 1990 | 1999 | 2010 |
| ---- | ---- | ---- | ---- | ---- | ---- | ---- |
| 176  | 152  | 398  | 602  | 242  | 324  | 475  |

## Достопримечательности
- Дом сеньора XVI века.
- Церковь XIX века, построена в неоготическом стиле.